# Минас Тирит
Минас Тирит (у преводу са синдарин језика торањ страже или торањ надзора), првобитно Минас Анор је измишљени град у Средњој земљи у романима Џ. Р. Р. Толкина. Направљен је као утврђење како би се из њега чувао тадашњи главни град Гондора Озгилијат од напада са запада, међутим, у Трећем раздобљу, Минас Тирит је постао главни град. У другој половини Трећег раздобља Минас Тирит је био моћно утврђење. Називан је још и Белим градом и Градом краљева. У завршници Господара прстенова град су напале велике снаге Мордора. До коначног обрачуна дошло је у бици на Пеленоровим пољима када су, упркос великим губицима, снаге Мордора поражене уз помоћ савезника из Рохана.